# .et
.et – domena internetowa najwyższego poziomu (TLD), przypisana dla stron internetowych z Etiopii, działa od 15 października 1995 roku.

## Domeny drugiego stopnia
Lista domen drugiego stopnia.
- .com.et dla firm komercyjnych
- .gov.et dla organizacji rządowych
- .org.et dla organizacji charytatywnych i pozarządowych
- .edu.et dla instytucji związanych z nauką
- .net.et dla instytucji związanych z internetem
- .biz.et dla biznesu
- .name.et dla klientów indywidualnych
- .info.et dla wszystkich